# Micrapion clavaforme
Micrapion clavaforme is een vliesvleugelig insect uit de familie Leucospidae. De wetenschappelijke naam is voor het eerst geldig gepubliceerd in 1948 door Steffan.